# Lina Medina
Lina Medina (* 27. září 1933, Ticrapo, Peru) je nejmladší známou matkou v historii. Porodila 14. května 1939 ve věku pěti let, sedmi měsíců a 21 dnů.
Rodiče předtím přivedli Linu k lékaři s obavami kvůli zvětšujícímu se břichu. Ukázalo se, že nejde o nádor, ale že holčička je v sedmém měsíci těhotenství, které umožnila extrémně předčasná puberta. O měsíc a půl později porodila císařským řezem zdravého syna o váze 2,7 kg. Dostal jméno Gerardo po lékaři, který jej přivedl na svět. Vyrůstal v přesvědčení, že Lina je jeho sestra, teprve v 10 letech se dozvěděl, že je jeho matka. Zemřel v roce 1979 ve věku 40 let na leukémii.
Kdo byl jeho otcem, není známo. Otec Liny byl nejprve zadržen kvůli podezření ze sexuálního zneužití své dcery, ale později byl propuštěn kvůli nedostatku důkazů.
V dospělosti se Lina vdala a téměř ve 40 letech porodila druhého syna.